# Alterswil
Alterswil (toponimo tedesco) è un comune svizzero di 2 029 abitanti del Canton Friburgo, nel distretto della Sense.

## Storia
Il comune di Alterswil è stato istituito nel 1832.

## Monumenti e luoghi d'interesse

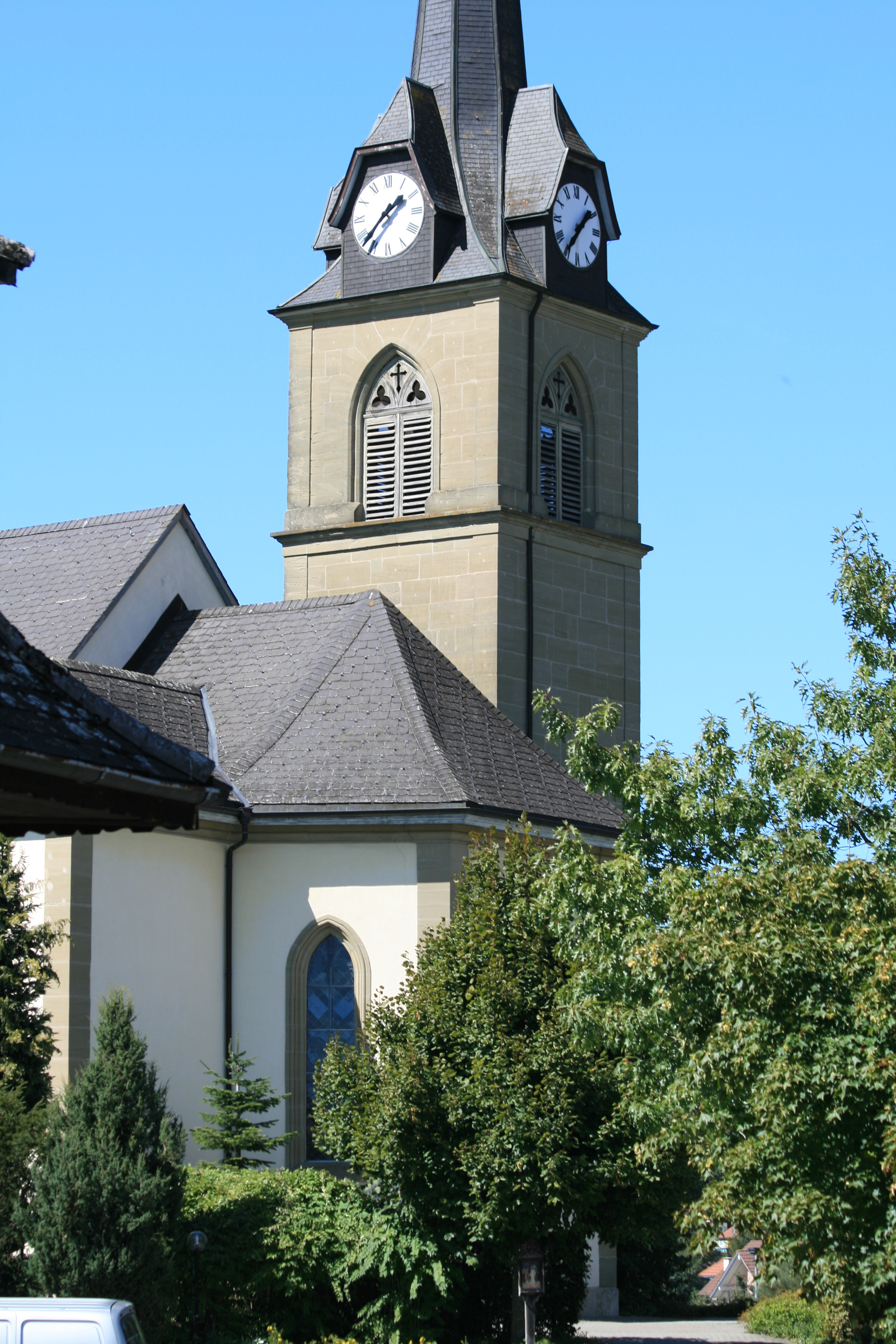
La chiesa cattolica di San Nicola

- Chiesa cattolica di San Nicola, attestata dal 1228[1].

## Società

### Evoluzione demografica
L'evoluzione demografica è riportata nella seguente tabella:
Abitanti censiti

## Geografia antropica

### Frazioni
Le frazioni di Alterswil sono:
- Äckerli
- Bennewil
- Galtern
- Gerewil
- Heimberg
- Hergarten[senza fonte]
- Muren[senza fonte]
- Ober Maggenberg[senza fonte]
- Seeli[senza fonte]
- Wengliswil
- Wilersgut
- Wolgiswil
- Zitterli
- Zumholz

## Amministrazione
Ogni famiglia originaria del luogo fa parte del comune patriziale che ha la responsabilità della manutenzione di ogni bene comune.